# CHEATING CRAFT
『CHEATING CRAFT』（チーティングクラフト）は、2016年10月より12月まで放送されたテレビアニメ作品。日中合作アニメで1話あたり約10分の内容。アニメーション制作のBLADEにとって、今作が初の制作元請作品となる。

## あらすじ
大陸では「国家特級学士試験」に合格する事こそエリートへの道。そんな学歴社会がエスカレートしていった結果、試験はカンニングも含めてバトルと化し、試験会場は戦場そのものとなっていた。そんな中、臨仙学園に諸葛睦明とその従妹の黄巧衣が入学する。

## 登場人物
諸葛睦明（しょかつ むめい）
声 - 山口智大 / 邊江
主人公。カンニングを専門とする「C型（Cheating Type）」で、カンニングの奥義「流派諸葛千術」の使い手。
不当に逮捕された父を救うべく、「国家特級学士試験」に挑む。
黄巧衣（おう こうい）
声 - 釘宮理恵 / 喬詩語
睦明の従妹で、彼とコンビを組む。問題を解くことを専門とする「L型（Learning Type）」。
睦明と周の関係を妄想して興奮するなど腐の気を漂わせる。
周綸羽（しゅう りんう）
声 - 浪川大輔
睦明のクラスメイトのC型で、ライバルでもある。
劉白玖（りゅう はく）
声 - 上田麗奈
L型の優等生で、C型を嫌っている。巧衣を気に入っており彼女に対して顔を赤らめるなどそっちの気の持ち主。
杏璃（あん り）
声 - 日笠陽子
睦明のクラスメイトで、L型。
JUN（じゅん）
声 - 池田純矢
睦明のクラスメイトで、C型。イヤホンに大量の虫を潜ませている。巧衣に好意を持ち度々アタックしている。
王先生（おうせんせい）
声 - 三石琴乃
睦明達の担任教師。
諸葛東明（しょかつ とうめい）
声 - 井上和彦
睦明の父で巧衣の叔父。
葛平
声 - 千葉繁
試験官。かつてアニメで子供達に夢を与えたボイス・アクター（声優）。

## スタッフ
- 原作 - 双子星羅
- 監督 - 元永慶太郎
- シリーズ構成 - 鴻野貴光
- アニメーションキャラクターデザイン - 松浦麻衣
- サブキャラクターデザイン - 田中紀衣
- デザインワークス - 大貫健一、斎藤久
- プロップデザイン - 岩畑剛一
- アクション作画監督 - 小澤和則
- メインアニメーター - 鴨川浩
- 美術設定 - 藤井一志、品川宏樹、青木智由紀
- 美術監督 - 市倉敬
- 色彩設定 - 篠原愛子
- 撮影監督 - 今泉秀樹
- 編集 - 木村祥明
- 音響監督 - えびなやすのり
- 音楽 - 坂部剛
- ナレーション - 広中雅志（第1話・特別ナレーション）→三石琴乃（第2話以降）
- アニメーション制作 - BLADE

## 主題歌
オープニングテーマ「加速するトライアル」
作詞 - 渡部紫緒 / 作曲・編曲 - 坂部剛 / 歌 - 仮面女子
エンディングテーマ「ウェルカム・フューチャー」
作詞 - こだまさおり / 作曲 - 山田高弘 / 編曲 - 齋藤真也 / 歌 - 楠田亜衣奈

## 各話リスト
| 話数   | サブタイトル                                                      | 脚本       | 絵コンテ          | 演出       | 作画監督                      | 総作画監督        |
| ------ | ----------------------------------------------------------------- | ---------- | ----------------- | ---------- | ----------------------------- | ----------------- |
| 第1話  | 運命の国家特級学士試験！                                          | 鴻野貴光   | 岩畑剛一          | 元永慶太郎 | 田中紀衣                      | 田中紀衣 松浦麻衣 |
| 第2話  | 卑劣！老試験官はニヤリと笑う！                                    | 中村浩二郎 | 元永慶太郎        | 元永慶太郎 | 鈴木奈都子                    | 松浦麻衣          |
| 第3話  | 恐怖！雪原のマンモス試験官！                                      | 日暮茶坊   | 沖田宮奈          | 深瀬重     | 鈴木彩乃、垣内彩子            | 谷川亮介          |
| 第4話  | アテンションプリーズ！CAと空に遊べ♡                               | 待田堂子   | 沖田宮奈          | 深瀬重     | 鈴木奈都子、斎藤大輔 飯飼一幸 | 谷川亮介          |
| 第5話  | 驚天動地！鮫ストライク！                                          | 中村浩二郎 | 植田羊一          | 横田一平   | 谷口元浩、松尾真彦            | 田中紀衣          |
| 第6話  | 諸葛睦明は死んだ…                                                 | 鴻野貴光   | 元永慶太郎        | 武市直子   | 清水貴子                      | 田中紀衣          |
| 第7話  | 戦慄！空母試験官のワナ！                                          | 日暮茶坊   | 奥野浩行 岩畑剛一 | 奥野浩行   | 工藤裕加                      | 工藤裕加          |
| 第8話  | 号泣！睦明よ、父の屍を超えてゆけ！                                | 待田堂子   | 奥野浩行 岩畑剛一 | 奥野浩行   | 崎本さゆり、門智昭 奥野浩行   | 谷川亮介          |
| 第9話  | 大冒険！JUNとメアリーは密林の奥に幻の古代黄金文明を発見したのか!? | 中村浩二郎 | 沖田宮奈          | 深瀬重     | 徳倉栄一、小島絵美 森下勇輝   | 田中紀衣          |
| 第10話 | ち～くら。                                                        | 日暮茶坊   | 沖田宮奈          | 松村樹里亜 | 斎藤大輔、鈴木彩乃 森下勇輝   | 田中紀衣          |
| 第11話 | 誰が呼んだか知らないが、誰もがみんな知っている。その名は葛平！    | 鴻野貴光   | 元永慶太郎        | 元永慶太郎 | 清水貴子                      | 清水貴子          |
| 第12話 | 祭りの後 線香HANABI                                               | 中村浩二郎 | 岩畑剛一          | 武市直子   | 鈴木奈都子                    | 谷川亮介          |

## 放送局
| 放送期間                 | 放送時間           | 放送局   | 対象地域 | 備考                                              |
| ------------------------ | ------------------ | -------- | -------- | ------------------------------------------------- |
| 2016年10月5日 - 12月21日 | 水曜 18:30 - 18:59 | TOKYO MX | 東京都   | エムキャス対応番組 / 『TO BE HERO』とのセット放送 |

| 配信期間         | 配信時間                 | 配信サイト | 備考 |
| ---------------- | ------------------------ | ---------- | ---- |
| 2016年10月13日 - | 木曜 0:30 - （水曜深夜） | AbemaTV    |      |